# Manija Žizeli
Manija Žizeli (Мания Жизели) è un film del 1996 diretto da Aleksej Efimovič Učitel'.

## Trama
Il film racconta le storie d'amore della famosa ballerina russa Olga Spesivceva.